# Moviment per a la reunificació de Romania i Moldàvia

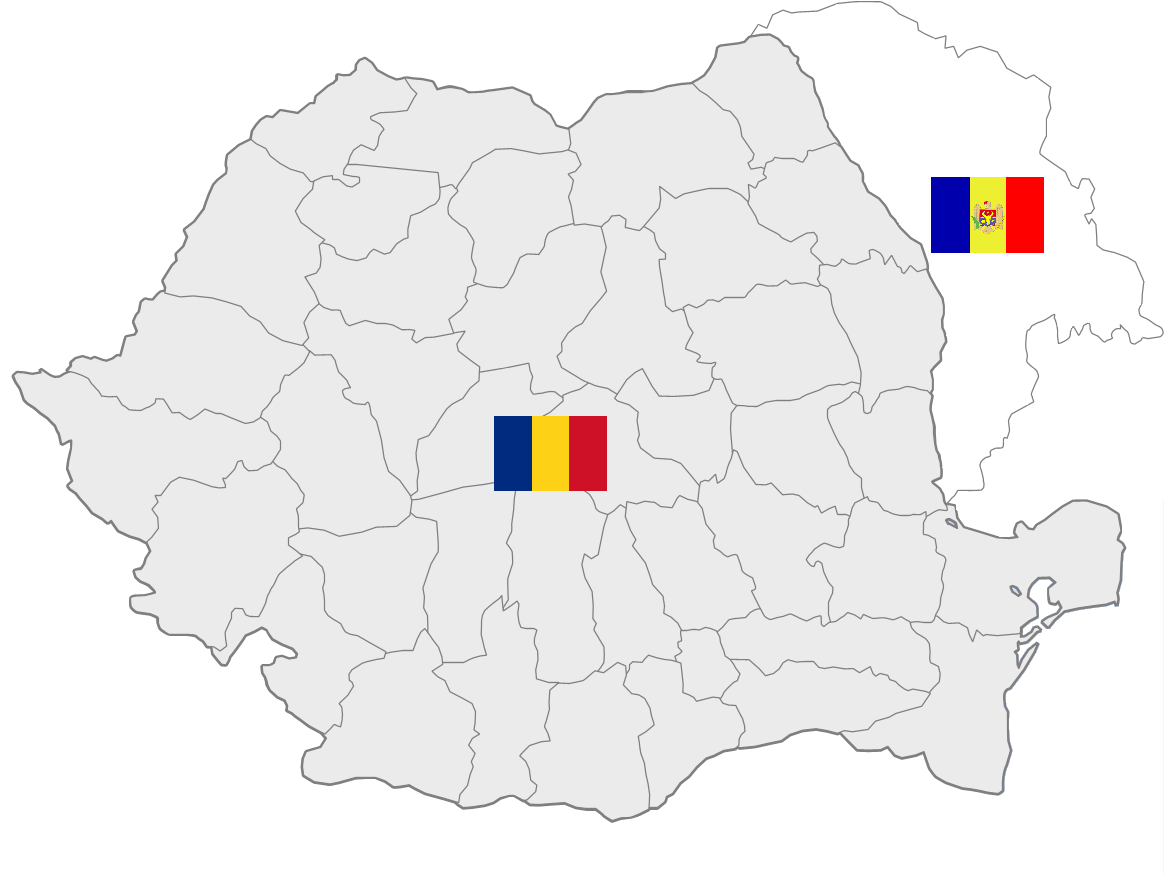
Els territoris romanès i moldau

El moviment per a la reunificació de Romania i Moldàvia va néixer a tots dos països després de la revolució romanesa de 1989 i de la política de glàsnost de la Unió Soviètica. Les persones que defensen aquest moviment se solen anomenar unionişti o unionistes, i a Moldàvia els contraris a aquesta idea es diuen moldovenişti o moldovenistes. La diferència entre aquest tipus d'unionisme i l'irredemptisme que caracteritza el Partit de la Gran Romania és que els segons ignoren totalment qualsevol mena de compromís internacional de Romania i reclamen que se'ls retornin els territoris de més enllà de les fronteres de Romania i Moldàvia, encara que la presència de romanesos sigui purament testimonial. Per contra, els unionistes, que s'agrupen en organitzacions com ara Noii Golani, Desteptarea o el moviment Basarabia - Pământ Românesc, limiten les seves aspiracions a la integració de tots dos estats.

## Context històric

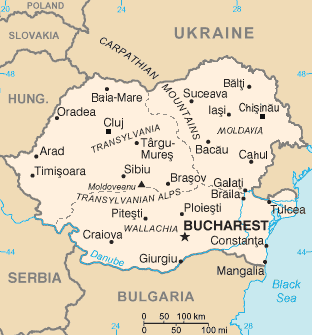
Mapa d'un Estat romano-moldau unificat tal com el defensa el moviment unionista.

Bessaràbia havia format part del Principat de Moldàvia fins que se la va annexionar l'imperi Rus el 1812. Durant la Revolució Russa del 1917, Bessaràbia es va declarar independent i l'any següent el Sfatul Ţării (l'assemblea nacional, acabada de crear) va votar a favor de la unió amb Romania.
El 1940, durant la Segona Guerra Mundial, Romania va accedir a l'ultimàtum de l'URSS i va cedir la regió a la Unió Soviètica, que la va incorporar a la República Socialista Soviètica de Moldàvia; tot seguit va començar una campanya per crear una identitat ètnica moldava (moldovianisme) diferent de la dels romanesos, considerats per la propaganda oficial «opressors capitalistes».
La política oficial de la Unió Soviètica també considerava que el romanès i el moldau eren dues llengües diferents, i per reforçar la distinció el moldau va passar a escriure's amb un alfabet ciríl·lic especial (l'alfabet moldau), derivat de l'alfabet rus i diferent de l'alfabet que fa servir el romanès, que utilitza una adaptació de l'alfabet llatí.

## Primers anys del moviment (1990-1992)
El setembre del 1989, amb la liberalització de la Unió Soviètica, el Parlament de Moldàvia va declarar el moldau llengua oficial i va defensar l'existència d'una «identitat lingüística moldavo-romanesa».
El 6 de maig del 1990, Romania i la República Socialista Soviètica de Moldàvia van aixecar les restriccions a la circulació entre tots dos territoris, i centenars de persones van travessar el riu Prut, que delimitava la frontera entre els dos països. Aquesta decisió va despertar l'esperança —especialment a Romania, però fins a un cert punt també a Moldàvia— que la reunificació seria possible, però la política promoscovita del president romanès Ion Iliescu va refredar les expectatives a totes dues bandes de la frontera i va dificultar l'acostament.
El febrer del 1991, en un discurs al Parlament romanès, Mircea Snegur, el president moldau, va parlar de la identitat comuna de tots dos pobles referint-se als «romanesos de banda i banda del riu Prut» i a les «sagrades terres romaneses ocupades pels soviètics». El juny del 1991, Snegur va dir que Moldàvia avançava cap a la reunificació amb Romania, i va afegir que la Unió Soviètica no es preocupava gaire d'impedir-ho.
Després de declarar-se independent, el 27 d'agost del 1991, Moldàvia va adoptar com a bandera la tricolor romanesa amb l'afegitó d'un escut moldau. «Deşteaptă-te, române!», l'himne nacional romanès, també va ser adoptat com a himne moldau. Però la possibilitat d'incorporar-se a Romania ben aviat va provocar dissensions dins el Front Popular de Moldàvia, un antic moviment opositor que havia arribat al poder, i va acabar provocant que Mircea Snegur i els seus simpatitzants deixessin el partit l'octubre del 1991.
Bona part dels escriptors i dels intel·lectuals moldaus defensaven la unificació i volien «retrobar-se amb la mare Romania», tot i que era una reivindicació amb poc suport popular, ja que més del 70 per cent dels moldaus la rebutjaven, segons algunes enquestes d'opinió publicades el 1990. Transnístria va fer servir el moviment per la unificació amb Romania com a excusa per declarar-se independent.

## Final dels 90 i principi dels 2000
L'entusiasme inicial dels moldaus es va anar apaivagant, i des del 1993 el país es va anar distanciant de Romania. La Constitució adoptada el 1994 feia servir l'expressió «llengua moldava» en lloc de «romanès» i canviava l'himne nacional, que passava a ser el Limba noastră. El 1996 el president moldau, Mircea Snegur, va intentar que la llengua oficial passés a ser el romanès, però el Parlament del país ho va refusar en considerar-ho una manera de «promoure l'expansionisme romanès».
El 2003 es va arribar a un «Pacte Nacional», molt similar al moldovenisme de l'època soviètica, que proclamava que els moldaus (les persones que parlen la llengua moldava) són un poble diferent dels romanesos, que són descrits com una minoria ètnica de Moldàvia.

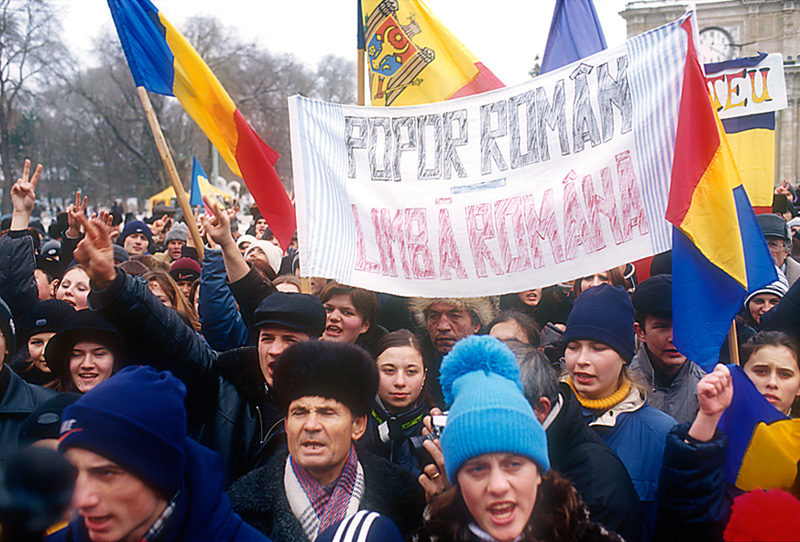
Manifestació a Chişinău el gener del 2002. El text de la pancarta, favorable a la unificació, diu: «Poble romanès. Llengua romanesa».

La unió de Romania i Moldàvia es considerava improbable, a causa de la falta d'interès de tots dos països. A Romania, tot i que la majoria de partits polítics donen un suport tebi a la idea, si més no en teoria, de fet es considera que la unificació suposaria una càrrega per a l'economia romanesa, ja que actualment Moldàvia és un dels països més pobres d'Europa. A més, Romania es va incorporar a la Unió Europea el 2007, i tot i que darrerament la seva política exterior tendeix a donar suport a Moldàvia, bona part dels analistes polítics qüestionen que aquest darrer país estigui preparat i hagi fet prou progressos per tirar endavant la unificació.
Pel que fa al govern de Transnístria, defensa que qualsevol unificació de Moldàvia amb Romania ha d'incloure només la part de Moldàvia que s'estén fins al riu Dnièster. A l'altra riba del riu, Transnístria refusaria qualsevol forma d'unió amb Romania. Les posicions favorables a la unificació de tots tres territoris no es tenen en compte.
Abans del 2005, a Moldàvia, a part del nou Moviment Unionista de la República de Moldàvia, l'única formació que defensava activament la unificació era el Partit Popular Democristià, tot i que és una posició força qüestionable des del moment que a partir del 2005 el partit va començar a col·laborar amb els comunistes moldaus. Arran d'aquest canvi en la política nacional, es va crear una nova formació, el Partit Liberal Nacional (Partidul National Liberal), que, emmirallant-se en el partit romanès del mateix nom, defensa una unió laxa amb Romania i la integració a la Unió Europea. A les eleccions de l'abril del 2009, aquesta nova formació es va presentar coaligada amb el Moviment d'Acció Europea, però la força resultant, el Moviment Social Polític d'Acció Europea, amb prou feines va superar l'1% dels vots.
L'any 2004, el diari romanès Ziua va publicar una sèrie d'articles afirmant que un diplomàtic rus havia proposat al govern romanès un pla que, segons ell, "venia del president Putin", que unificaria la riba oest de Moldàvia amb Romania a canvi del reconeixement romanàs de la independència de Transnistria. El president Putin no ha confirmat ni desmentit les afirmacions del diari romanès. En qualsevol cas, periodistes i acadèmics romanesos van desestimar el pla immediatament, ja que no tractaria la qüestió de la ciutat de Tighina (en territori moldau però sota control de Transnistria) ni de com Russia aconseguiria convèncer Moldàvia, estat sobirà i independent, per unir-se a Romania.
El gener del 2006, el president de Romania, Traian Băsescu, declarà que dona suport a la demanda moldava d'unir-se a la Unió Europea, i que "la política mínima de Romania és que la unificació de la nació Romanesa hauria de dur-se a terme dins de la UE". Les interpretacions de l'expressió política mínima ha fet que alguns pensin que l'actual administració de Romania té també una política màxima per formalitzar la unió dels dos països. Segons una enquesta portada a terme el març de 2006 a Romania, el 51% dels Romanesos estan a favor de la unió amb Moldàvia, el 27% hi estan en contra i el 10% no van respondre. D'entre els que estaven a favor, el 28% incloïen Transnistria mentre que el 16% la deixaven fora. El juliol del 2006, el president va dir que ell mateix va proposar-li al president de Moldàvia, Vladimir Voronin, la unió dels dos països per unir-se junts a la UE. L'oferta va ser rebutjada i Băsescu respectaria la seva opinió i que, a més, Romania ajudaria a Moldàvia a trobar la manera d'integrar-se a la UE per ells mateixos.

## Situació actual
En 2018, coincidint amb el centenari de la unió entre el vell regne romanès, Transsilvània i Bessaràbia el Parlament de Romania va aprovar el març una votació simbòlica sobre la reunificació amb Moldàvia, en una sessió en què ser estat present el president de Congrés moldau, Andrian Candu, i en setembre va tenir lloc a Chisinau una gran manifestació pacífica en què milers de personal van demanar a Govern l'annexió de país a Romania tot i que molts són partidaris de conservar la independència.

## Doble nacionalitat
A la tardor del 2006, el Moviment Unionista va guanyar força en aparèixer sovint com a tema de discussió en importants diaris de llengua romanesa, i també amb el fet que molts moldaus demanessin el passaport romanès durant l'agost i el setembre. De mentres, entre el 1991 i el 2006, 95.000 moldaus obteniren la nacionalitat Romanesa. D'acord amb el presindent romanès, cap a finals del 2006, van ser escrites 530.000 demandes de moldaus per obtenir la nacionalitat romanesa. Băsescu va dir que el nombre real de persones d'aquestes demandes no és real, ja que moltes d'elles són firmades per més d'una persona, a vegades fins i tot per famílies senceres. Durant una entrevista posterior, Băsescu va explicar, basant-se en més de 500.000 demandes, que uns 800.000 moldaus han demanat la nacionalitat romanesa i que aquesta xifra és estimada, que a finals del 2007 aquest nombre incrementaria fins a 1.500.000, nombre que representa gairebé el 50% dels ciutadans de la República de Moldàvia. Tot i això, és important entendre que el fet de demanar la nacionalitat romanesa no significa per si sol estar a favor de l'unionisme. És difícil dir quina és la relació entre aquestes demandes i l'unionisme, ja que aquestes demandes bé podrien ser-ho per aquest motiu o per altres de diferents. El 2007, el president de Moldova va declarar en una entrevista que les dues llengües eren idèntiques, però que els moldaus haurien de tenir el dret d'anomenar la seva llengua moldau. Oleg Serebrean, líder del partit polític social-liberal, declarà que si els moldaus i els romanesos decideixen unir-se, ni els Estats Units ni Rússia podrien aturar aquesta unió.

## Conseqüències
Les conseqüències econòmiques de la unificació no són menyspreables. En nombres, els resultats possibles de la unificació serien:
| País                  | Població   | Àrea        | Densitat | PNB       | PNB/capita |
| --------------------- | ---------- | ----------- | -------- | --------- | ---------- |
| Romania               | 21.489.000 | 238.391 km² | 91       | $264.0 B  | $12.285    |
| República de Moldàvia | 3.386.000  | 33.843 km²  | 111      | $10.720 B | $3.166     |
| Unió Romania/Moldàvia | 24.875.000 | 272.234 km² | 94       | $274.72 B | $11.044    |

Un article d'octubre al Cotidianul, que estimava el cost de la unió en 30-35 mil milions de dòlars va provocar una resposta negativa del diari romanès pro-unió Ziua, així com de dos importants diaris moldaus, el Timpul i el Jurnal de Chişinău, que bàsicament blasmaven els redactors de l'article del Cotidianul per exagerar el cost i limitar superficialment el cost de la unió a una dimensió material.